# Mymensingh
Mymensingh è una città del Bangladesh appartenente alla divisione di Dacca; conta 407 798 abitanti.

## Storia
Mymensingh è uno dei 16 vecchi distretti del Bengala costituiti dalla Compagnia britannica delle Indie orientali il 1º maggio 1787. Avendo più di 220 anni, Mymensingh ha una storia culturale e politica molto ricca. Inizialmente la capitale del distretto era Begunbari, tuttavia le sedi del distretto sono state trasferite a Mymensingh quando Begunbari fu distrutta. All'inizio il distretto di Mymensingh è stato chiamato Nasirabad. Durante il Raj Britannico la maggior parte degli abitanti della città erano indù.
Dal XX secolo i musulmani iniziarono a trasferirsi in città. Da allora la città ha svolto un ruolo importante come centro per la laicità. Nel Vidyamoyee Uccha Balika Bidyalaya e nel Collegio di Muminunnesa le donne hanno svolto un grande ruolo nella formazione delle donne bengalesi musulmane. La maggioranza delle donne di successo della prima generazione del Bangladesh hanno frequentato queste scuole e collegi, compresa la prima donna giudice della Corte Suprema del Bangladesh, Justice Nazmun Ara Sultana. Tuttavia molte famiglie indù hanno lasciato il Bangladesh durante la divisione dall'India nel 1947. Un secondo esodo ha avuto luogo dopo la guerra indo-pakistana del 1965. Molte persone nate e cresciute a Mymensingh sono emigrate verso il Bangladesh occidentale dal 1960.
La città di Mymensingh è stata risparmiata dall'esercito pakistano fino al 23 aprile 1971. L'occupazione pakistana costringe il sindaco di Mymensingh a dimettersi il 10 dicembre, e Mukti Bahini ha assunto il potere il 11 dicembre, appena cinque giorni prima della vittoria di Dacca il 16 dicembre.

## Monumenti e siti d'interesse

### Luoghi di culto
- Cattedrale di San Patrizio, sede della Diocesi di Mymensingh
- Bishyanath Temple

### Musei
- Mymensingh Museum
- Zainul Abedin Museum
- Fish Museum & Biodiversity Cente

## Istruzione
- Bangladesh Agricultural University
- Mymensingh Medical College
- Mymensingh Zilla School
- Mymensingh Girls Cadet College
- Ananda Mohan College
- Muminunnesa Women's College
- Vidyamoyee Uccha Balika Bidyalaya
- Mymensingh Polytechnic Institute
- Women Teachers Training College
- Mymensingh Engineering College
- Shahid Syed Nazrul Islam College
- Agricultural University College
- Mymensingh, Mymensingh Govt. Laboratory High School
- Mymensingh Premier Ideal High School (Former Pre-Cadet High School)
- Onnesha English Medium School
- Mukul Niketon School
- Mymensingh Laboratory High School
- Prime Central College, Advanced Residential Model College and Royal Media College.Cantonment Public School & College
- Momenshahi
- Victoria Mission Girls Primary School

## Galleria d'immagini

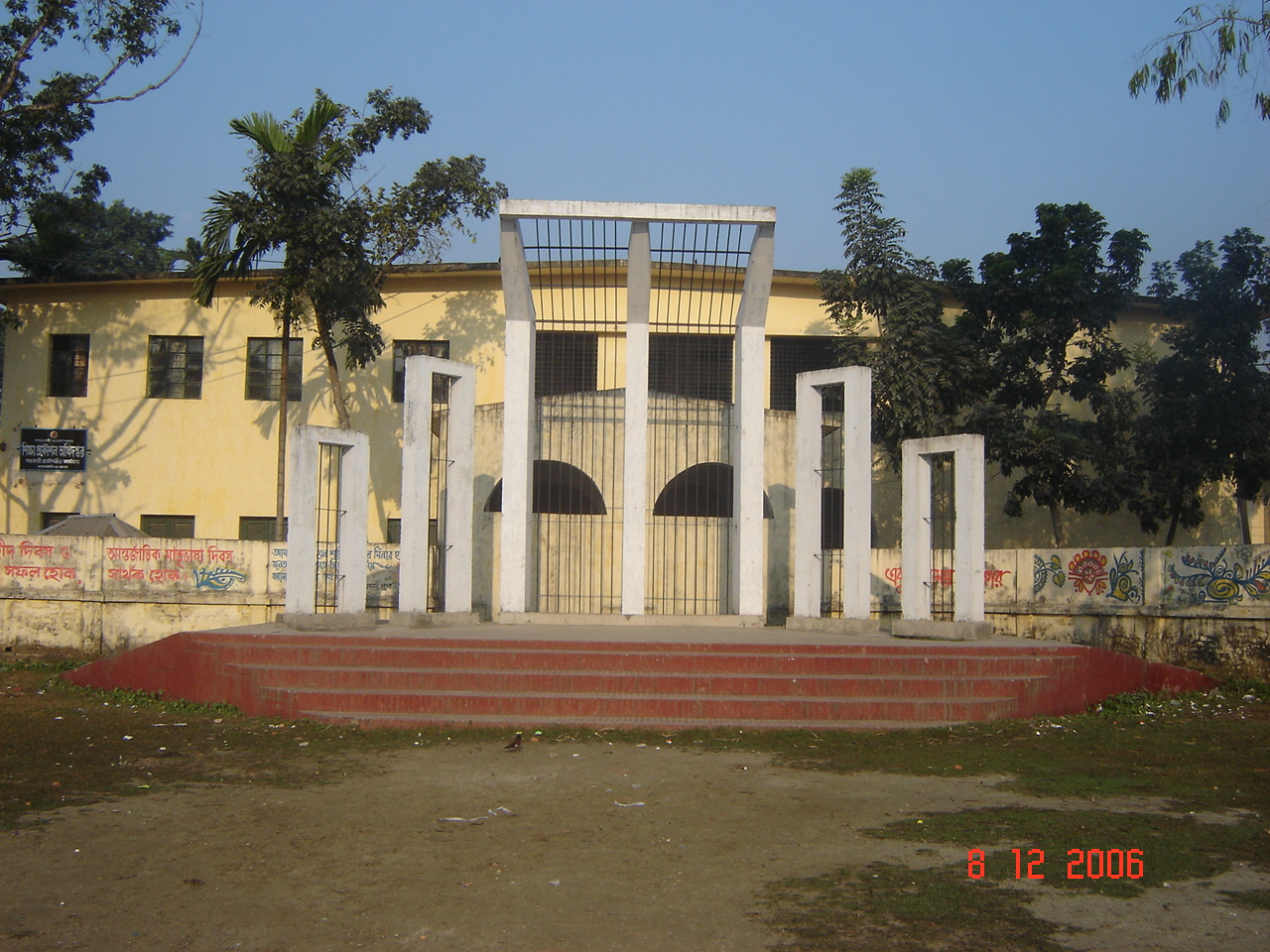
Monumento ai martiri di Mymensingh
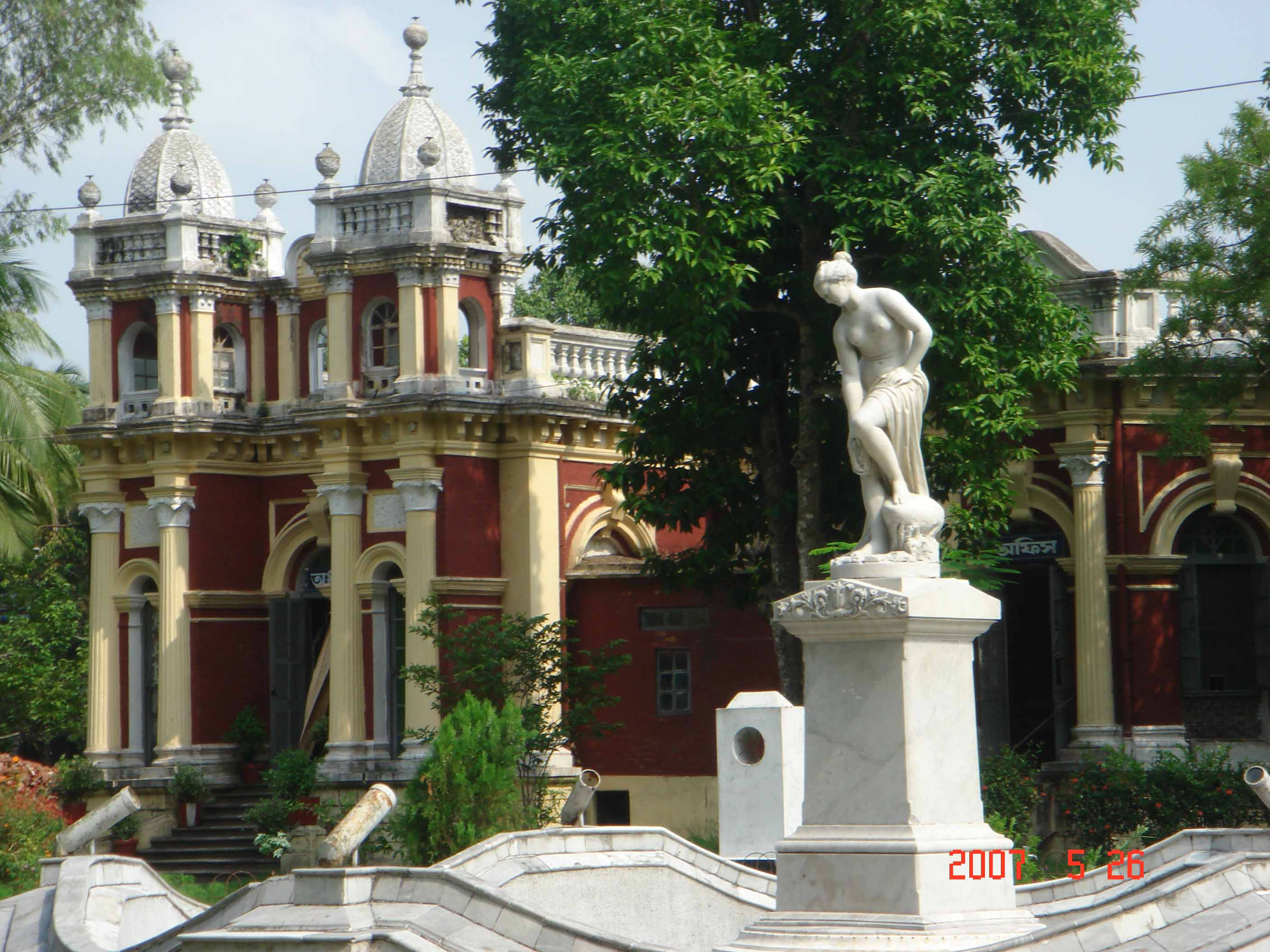
Scultura del TTC
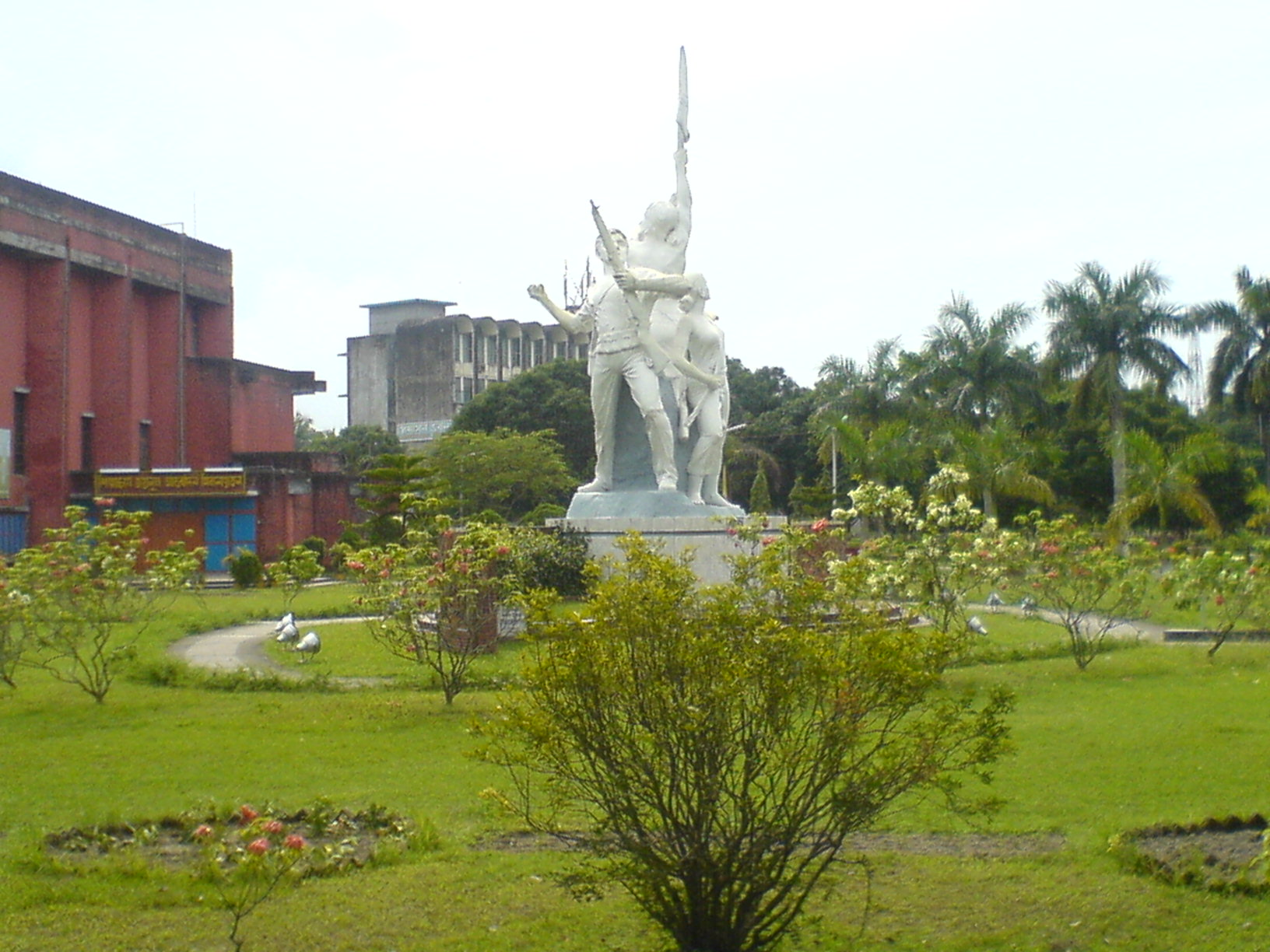
Bangladesh Agriculture University
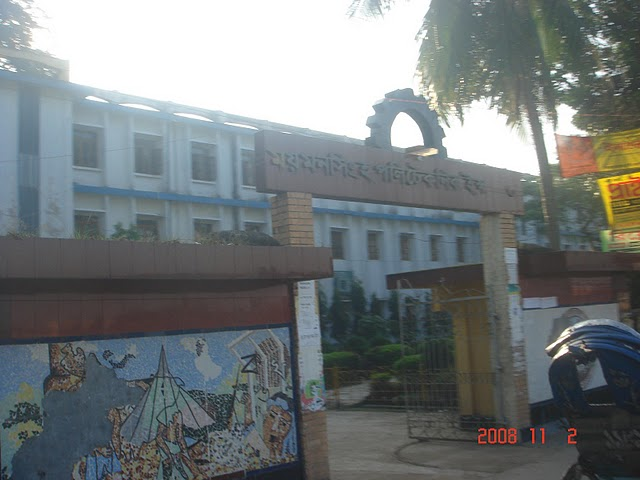
Mymensingh Politechnical Institute
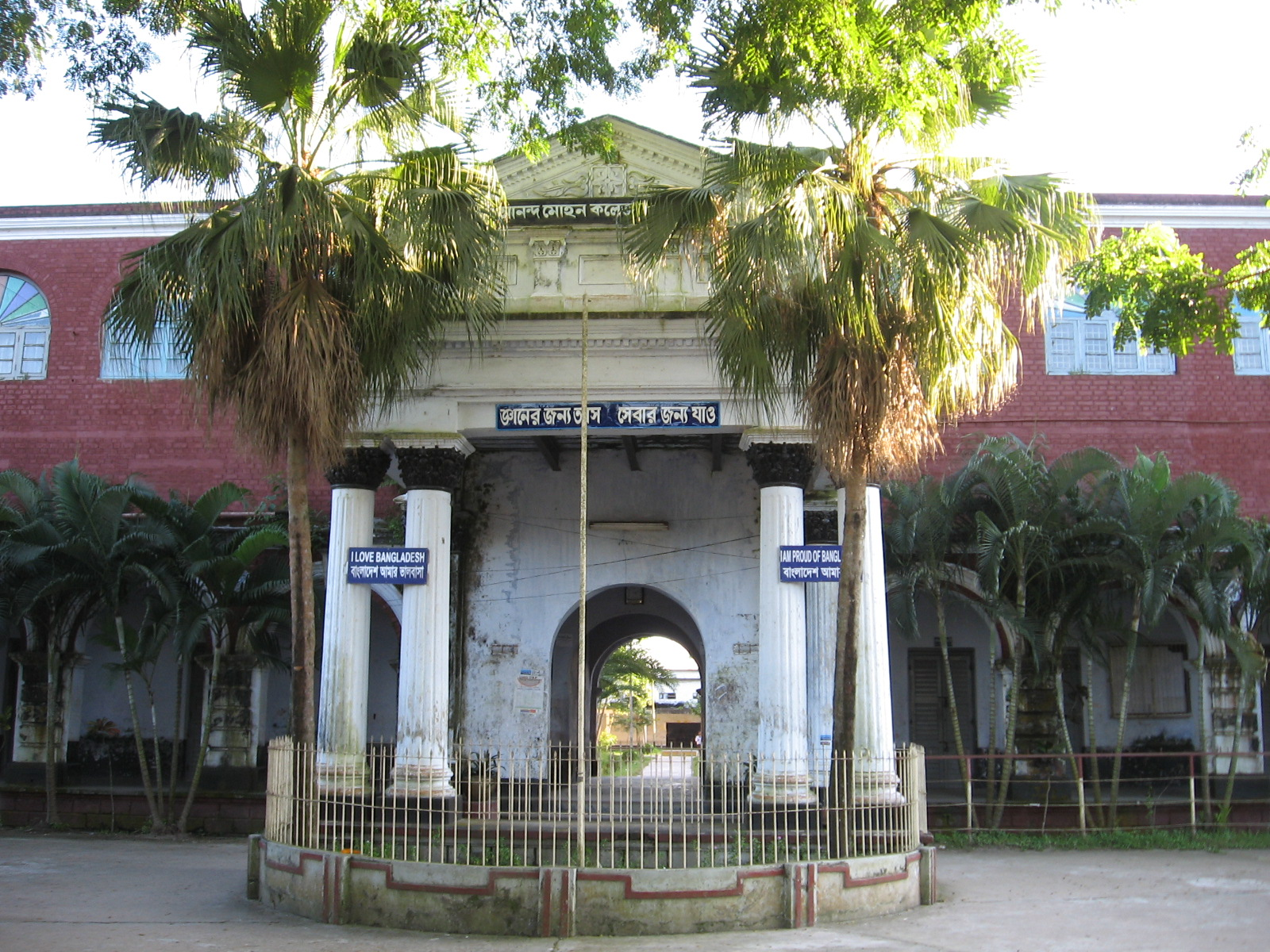
Ananda Mohan College
Monumento nell'Agricultural University di Mymensingh
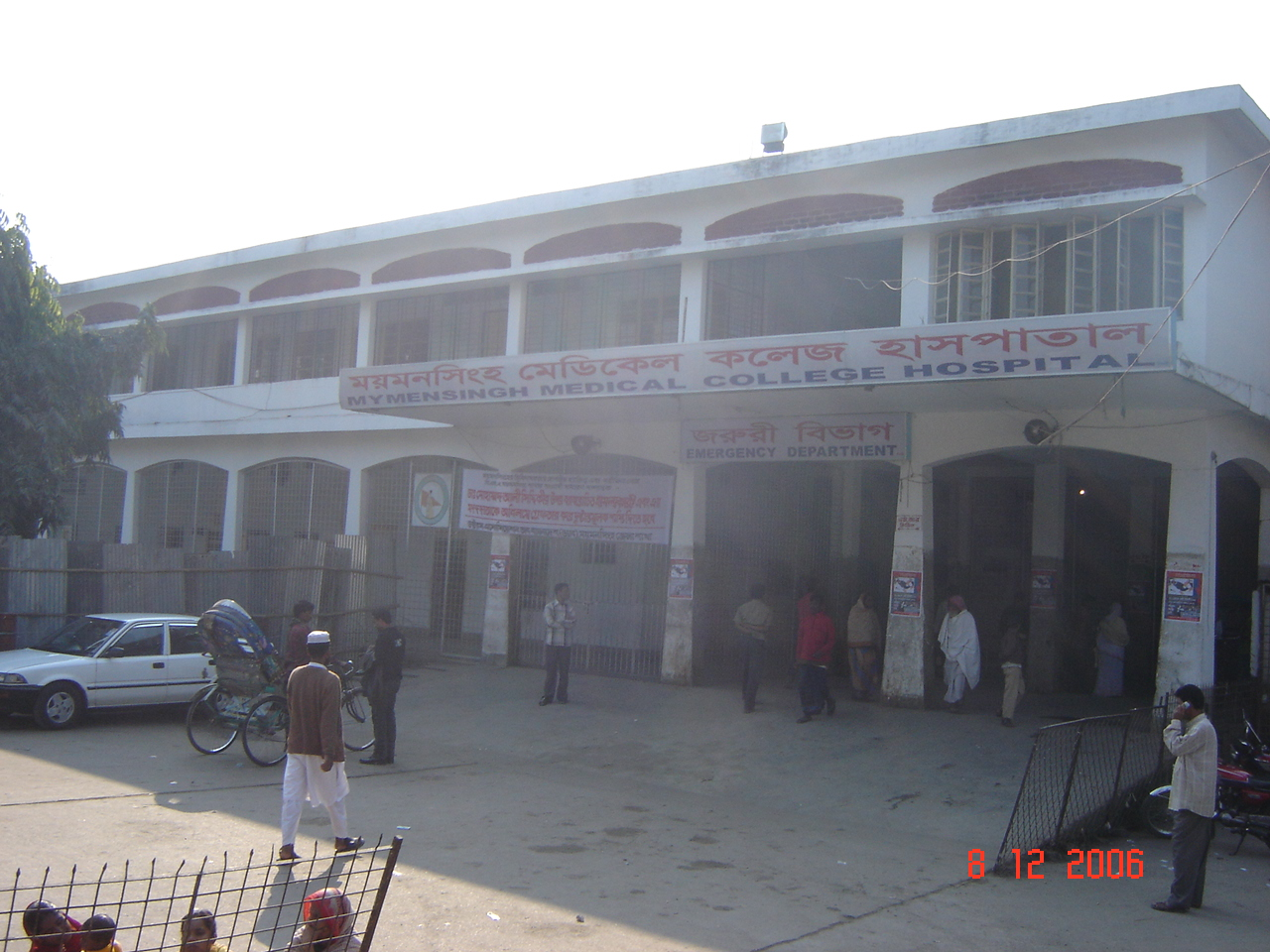
Mymensingh Medical Hospital
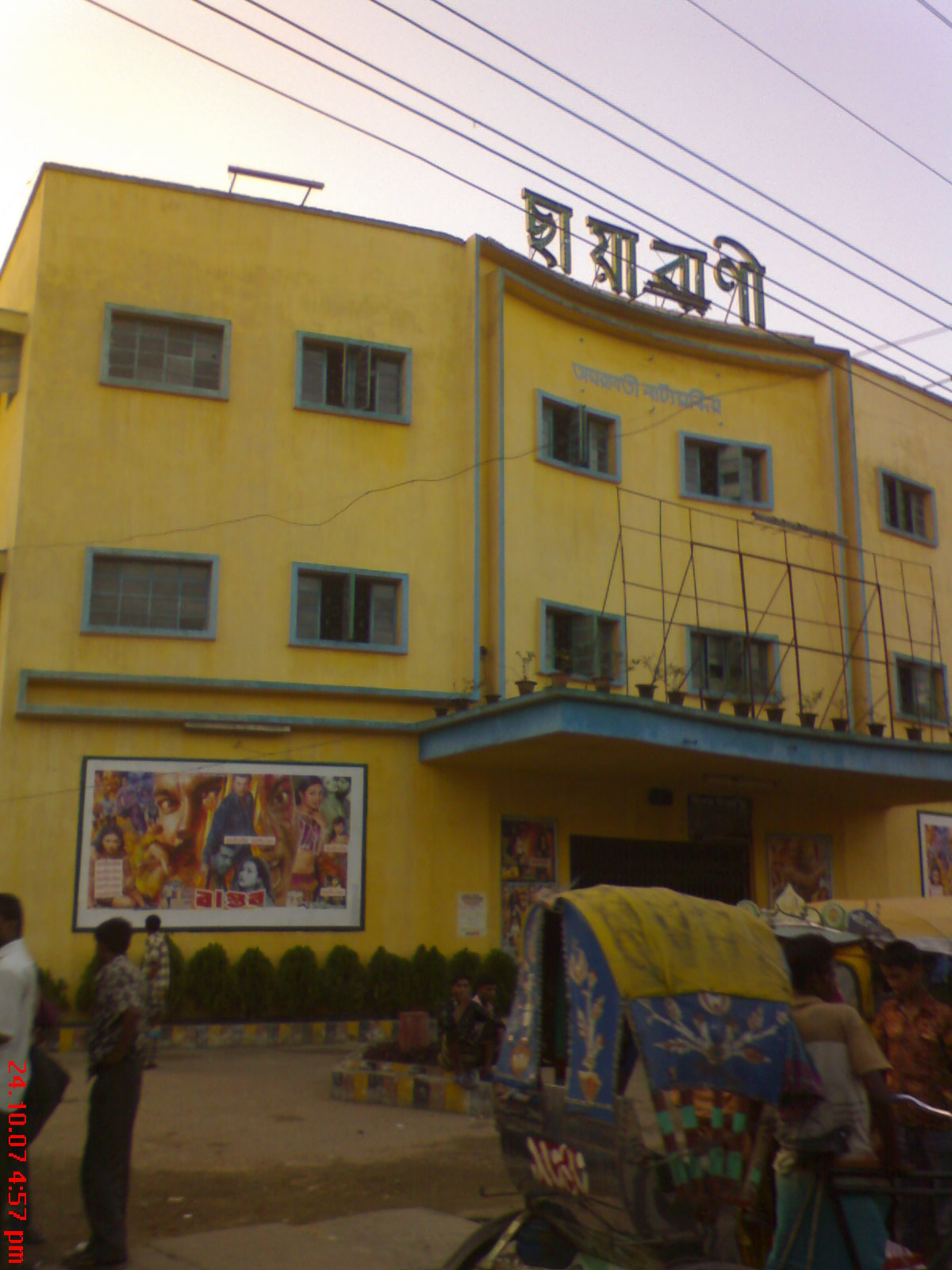
Chayabani Movie Theater Mymensingh
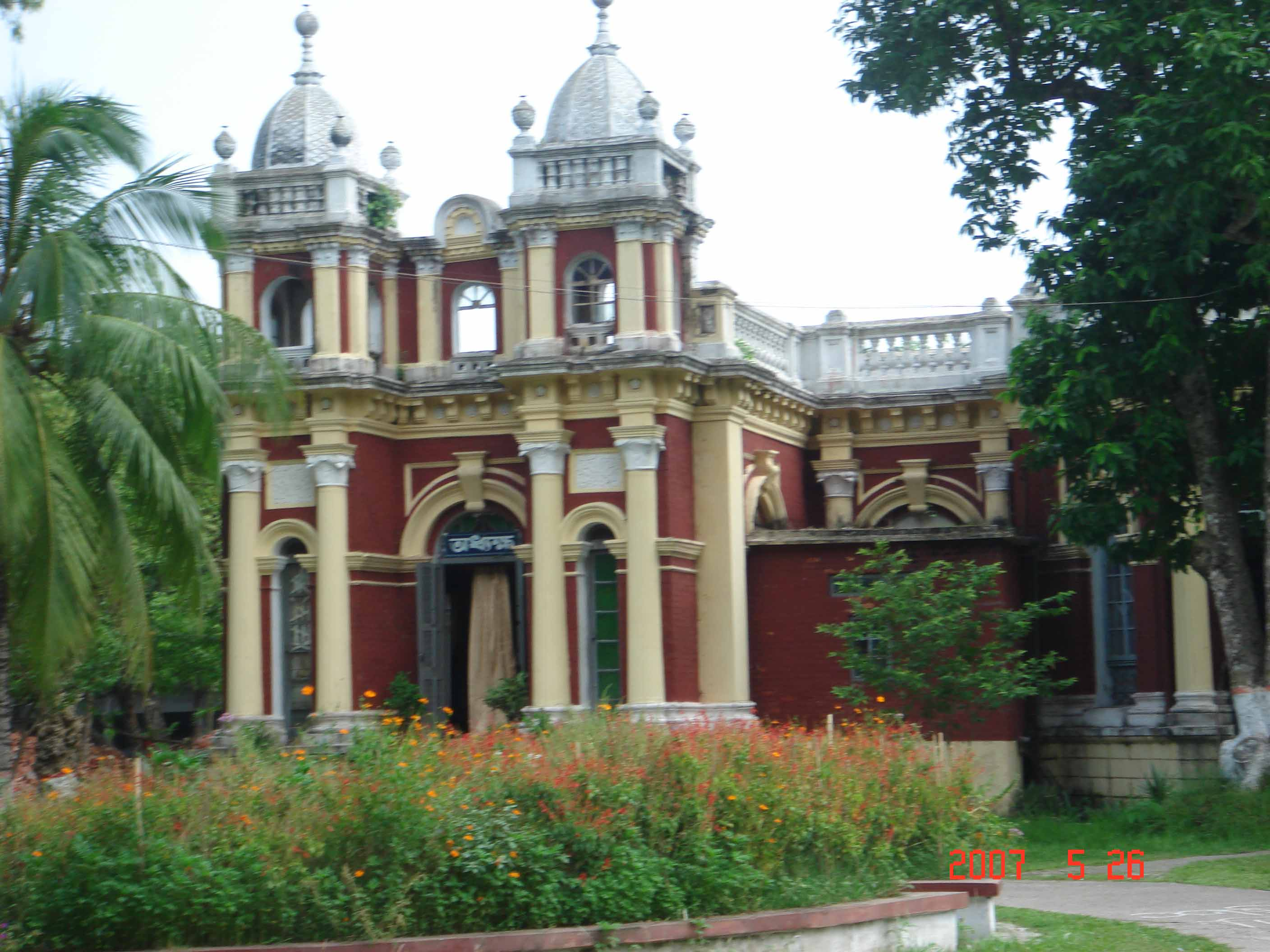
TTC
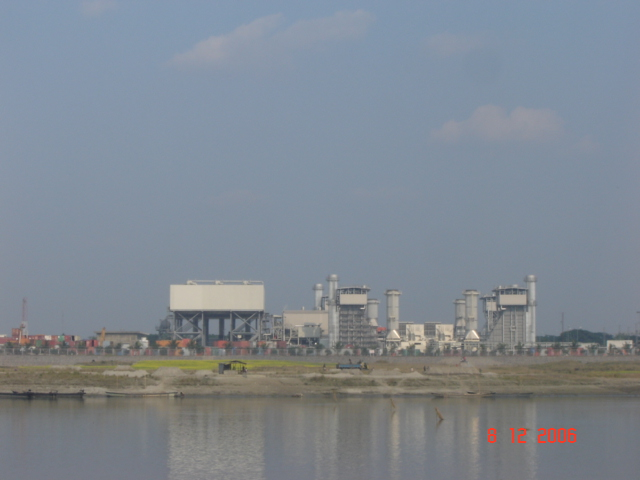
Mymensingh Power Station
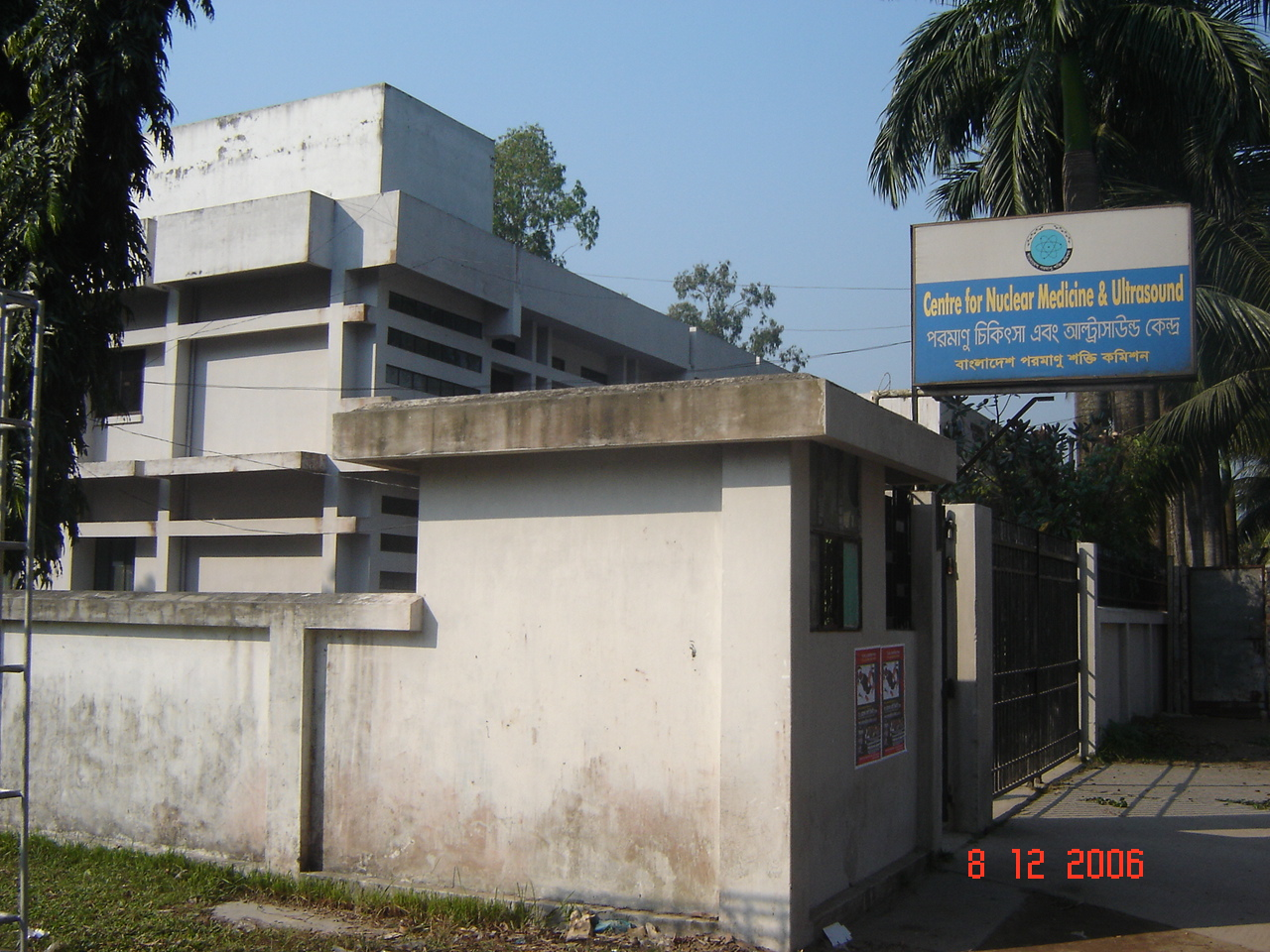
MMCH
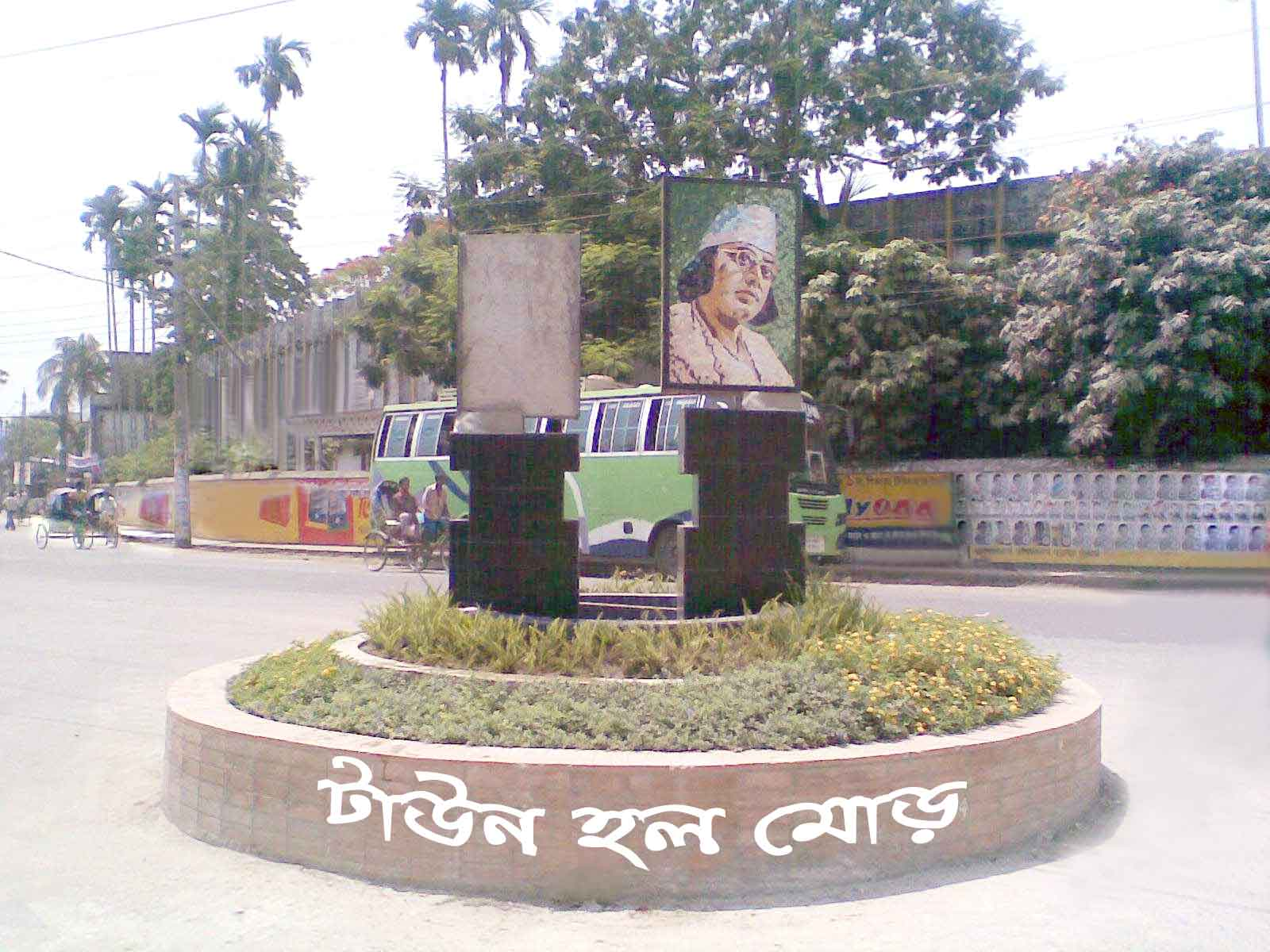
Town Hall Point